# 烏克蘭卡 (奧赫特爾卡區)
50°9′56″N 34°43′31″E / 50.16556°N 34.72528°E
烏克蘭卡（烏克蘭語：Українка）是位於烏克蘭東北部的村莊，由蘇梅州奧赫特爾卡區的切爾內奇納市鎮負責管轄。該村處於沃爾斯克拉河畔，距離盧蒂謝2.5公里，海拔高度109米，2001年人口221。